# Jean-Michel Atlan
Jean-Michel Atlan (* 23. Januar 1913 in Constantine, Algerien; † 12. Februar 1960 in Paris) war ein französischer Philosoph, Maler und Illustrator.

## Leben
Jean-Michel Atlan stammte aus einer jüdischen Familie. Zwischen 1930 und 1934 studierte er an der Pariser Universität Sorbonne Philosophie. Nach der deutschen Besetzung Frankreichs verlor Atlan jedoch unter dem Vichy-Regime seine Lehrberechtigung und lebte in Armut im Pariser Stadtteil Montparnasse. Während dieser Zeit widmete er sich erstmals der Malerei und erwarb autodidaktisch künstlerische Fertigkeiten.
Aufgrund seiner Beteiligung an der französischen Résistance und seiner jüdischen Abstammung wurde Atlan 1942 festgenommen. Für zwei Jahre wurde der Künstler, nach Vortäuschung einer Geisteskrankheit, im Hôpital Saint-Anne interniert. Nach der Befreiung Frankreichs im Jahr 1944 stellte Atlan zum ersten Mal aus und veröffentlicht seine Gedichtsammlung Le Sang profond. Nach kurzem Anfangserfolg und der Anerkennung durch wenige avantgardistische Schriftsteller lebte Atlan später als Hausierer und Wahrsager.
Ein Plakat, das Atlan für die Ausstellung der neuen École de Paris in der Galerie Charpentier entwarf und eine Ausstellung in der Galerie Bing im Jahre 1956 verschafften ihm den künstlerischen Durchbruch. Jean-Michel Atlan starb 1960 an den Folgen eines Krebsleidens; er gilt als einer der wichtigsten Vertreter der „Nouvelle École de Paris“.
Seine Gemälde sind heute u. a. im Besitz des Hirshhorn Museum in Washington sowie des Museum of Modern Art in New York.

## Ausstellungen
- 1945 Galerie L’Arc-en-Ciel, Paris
- 1947 Galerie Maeght, Paris
- 1957 Palais des Beaux-Arts, Brüssel
- 1959 Kaplan Gallery, London
- 1960 Recent Paintings and Gouaches. The Contemporaries Gallery, New York
- 1963 Retrospective Atlan. Musée National d’Art Moderne, Paris
- 1964 Retrospective Atlan. Tel Aviv Museum of Art, Tel Aviv
- 1965 Mobilier national. Manufacture nationale des Gobelins, Paris
- 1966 Galerie Tanya Bing, Cannes
- 1969 Deuxième Hommage à Atlan. Salon Corner, Copenhagen
- 1971 Galerie Saint-Léger, Genf
- 1980 Retrospective Atlan. Musée national d’Art Moderne, Centre Georges-Pompidou, Paris
- 1982 Troisième Hommage à Atlan. Salon Corner, Copenhagen
- 1986 Retrospective Atlan. Premières périodes, 1940–1954. Musée des Beaux-Arts, Nantes
- 1987 Atlan. Les litographies des années 1945 à 1959. Galerie La Hune, Paris
- 1988 Galerie Bernard Cats, Brüssel
- 1989 Galerie Enrico Navarra, Paris
- 2008 Galerie Jaques Elbaz, Paris
- 2019 Jean-Michel Atlan et la Nouvelle École de Paris. SETAREH, Düsseldorf